# 布里蒂扎尔
布里蒂扎尔是巴西圣保罗州的一个市镇。总面积266.271平方公里，总人口3583人，人口密度13.5人/平方公里。